# Організація із заборони хімічної зброї

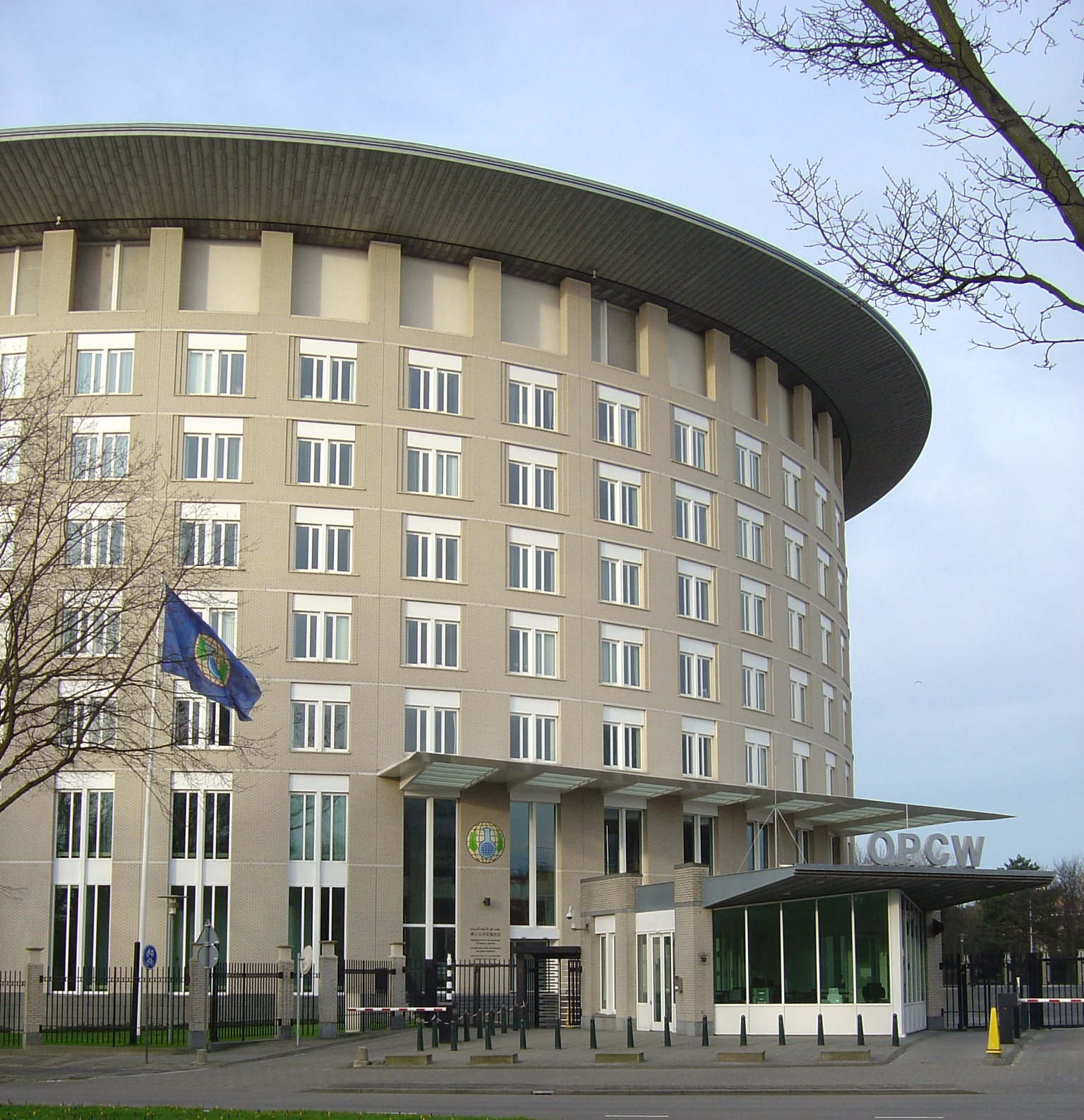
Осідок в Гаазі

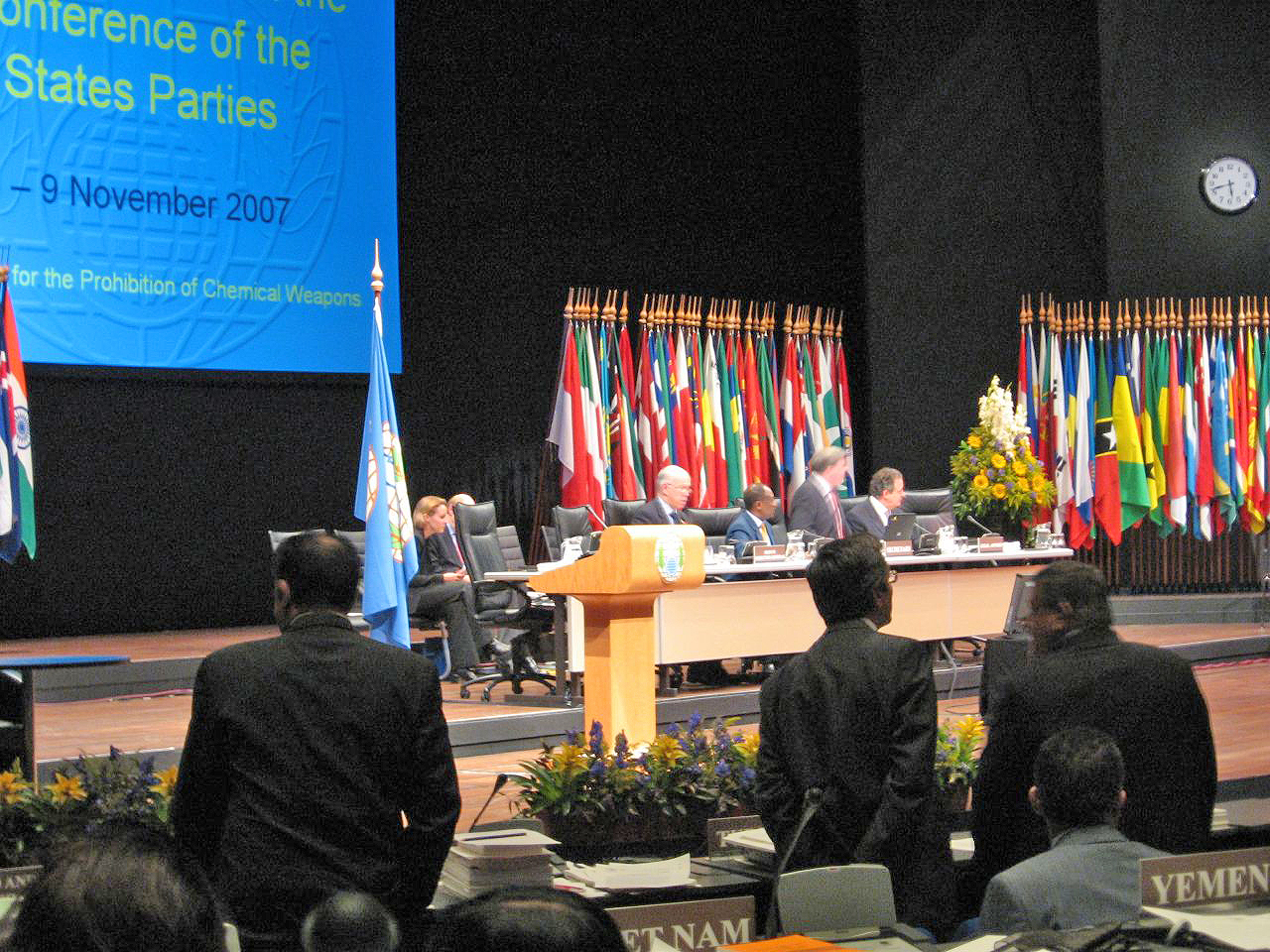
Конференція країн-учасниць, 2007

Організа́ція із заборо́ни хімі́чної збро́ї, ОЗХЗ (англ. OPCW) — незалежна міжнародна організація, створена за підтримки ООН 29 квітня 1997, після набуття чинності Конвенції про заборону хімічної зброї, відкритої до підписання в січні 1993 року.
Головні завдання — забезпечення контролю за дотриманням заборони на використання хімічної зброї, ліквідації її запасів, сприяння розвитку співпраці в галузі мирної хімії, надання допомоги державам у забезпеченні захисту від хімічної зброї, забезпечення нерозповсюдження хімічної зброї. Вона стежить за дотриманням і виконанням Конвенції і встановлює умови для знищення хімічної зброї.
Штаб-квартира розташована в Гаазі (Нідерланди). До організації приєдналося 190 країн-учасниць (за станом на жовтень 2013).
У 2013 році Організація відзначена Нобелівською премією миру.

## Структура ОЗХЗ
Організація із заборони хімічної зброї має три основні органи: Конференція держав — учасників, Виконавча рада і Технічний секретаріат.

### Конференція держав-учасниць
Конференція держав-учасниць — головний орган ОЗХЗ. До її складу входять всі члени Організації. Збори проходять не рідше одного разу на рік, на яких розглядаються питання в рамках сфери дії Конвенції. Конференція здійснює нагляд за дотриманням Конвенції, вживає заходів для сприяння реалізації її предмета та цілей, а також її дотримання. Конференція здійснює нагляд за діяльністю Виконавчої ради та Технічного секретаріату. Раз на п'ять років Конференція держав-учасниць збирається на спеціальну сесію для розгляду дії Конвенції.

### Виконавча рада
Виконавча рада ОЗХЗ є виконавчим органом Організації. Звіт про діяльність надається на щорічних зборах Конференції. Виконавча рада діє відповідно до рішень Конференції та забезпечує їхнє виконання. У завдання Виконавчої ради входить сприяння реалізації та дотриманню Конвенції, нагляд за діяльністю Технічного секретаріату. Виконавча рада складається з 41 члена. До складу Виконавчої ради має право входити кожна держава-учасник. Засідання Виконавчої ради проводять чотири рази на рік або більше, якщо цього вимагають держави-учасники ради або Конференція.

### Технічний секретаріат
Технічний секретаріат допомагає Конференції та Виконавчій раді у виконанні їхніх функцій. Технічний секретаріат здійснює передбачені Конвенцією заходи перевірки її дотримання, отримує та систематизує первинні та щорічні дані держав-учасниць (інформація про запаси хімічної зброї, про колишні об'єкти її виробництва, тощо.). До складу Технічного секретаріату входять Генеральний директор (призначається Конференцією держав-учасників за рекомендацією Виконавчої ради), який є його керівником та головним адміністративним співробітником, інспектори та іншої політико-адміністративний та технічний персонал.

## Хімічне роззброєння
Станом на початок 2004 року 95 % держав-учасниць надали свої дані в ОЗХЗ. Шість держав оголосили про те, що вони володіють запасами хімічної зброї (Албанія, Індія, Лівія, Росія, США та інша держава-учасниця, яка побажала, щоб її назва не згадувалося в офіційних документах ОЗХЗ). Загалом ці запаси становили близько 70 тис. тонн отруйних сполук різних типів. З них нервово-паралітичні ОР — VX (28 %), зарин (22 %), зоман (13 %) становили 63 %, шкірнонаривної (переважно іприт та люїзит) 35 %. Решта 2 % припадали на бінарну хімічну зброю та різні токсичні відходи.
13 держав оголосили про існування на момент набрання Конвенцію або в минулому 64 об'єктів потужностей з виробництва хімічної зброї (Албанія, Боснія і Герцеговина, Китай, Франція, Індія, Лівія, Іран, Японія, Росія, Велика Британія, США, Югославія та іншій державі-учасниці).
На початок 2004 року державами—учасниками було названо 5466 об'єктів цивільної хімічної промисловості, що підпадають під сферу охоплення режиму перевірки хімічної промисловості, а також передачі хімікатів, що входять до списків, які містяться у Конвенції.
У період з 1997 року і до початку 2004 року ОЗХЗ знищила понад 8 тис. тонн отруйних сполук в 4 державах, що оголосили про наявність у них запасів хімічної зброї.
Станом на 7 липня 2023 року, згідно повідомлення Організації із заборони хімічної зброї (ОЗХЗ), у світі знищили всі заявлені запаси хімічної зброї, які були оголошені усіма державами-учасницями Конвенції про заборону хімічної зброї (КЗХЗ). Останні хімічні боєприпаси знищили США на пілотному заводі зі знищення хімічних речовин Blue Grass у штаті Кентуккі. 

## Інспекційна діяльність ОЗХЗ
За підготовку, планування та аналіз результатів інспекцій відповідає відділ перевірки Технічного секретаріату.
Велика частина інспекційної діяльності (близько 60 % інспекцій) здійснюється на об'єктах, пов'язаних з хімічною зброєю. На об'єктах із знищення хімічної зброї (ОЗХО) в період їхнього функціонування забезпечується постійна присутність інспекторів. Так 2003 року на ОЗХО було проведено 74 ротації інспекторів. 2002 року було проведено 85 таких інспекцій.
Конвенція про заборону хімічної зброї передбачає можливість проведення інспекцій за запитом. Інспекція за вимогою може проводитися в будь-якій державі-учасниці за запитом іншої держави-учасниці без права відмови з метою прояснення або вирішення будь-якого питання, що стосується можливого недотримання Конвенції. Держава, яка звернулася в інспекцію з запитом, зобов'язана обмежувати запит на інспекцію рамками Конвенції та подавати у запиті всю відповідну інформацію, на основі якої виникло занепокоєння. Кожна держава-учасниця повинна утримуватися від необґрунтованих запитів, уникаючи зловживань. Держава зобов'язана надавати доступ у межах запиту, виключно з метою встановлення фактів, що мають відношення до занепокоєння іншої держави щодо можливого недотримання Конвенції. Але за роки дії Конвенції жодна держава-учасниця не запрошувала до проведення таких інспекцій.
Конвенція передбачає надання державам-учасницям допомоги та захисту у разі застосування проти них або загрози застосування хімічної зброї. Відповідно до положень Конвенції така допомога може передбачати надання державам-учасницям засоби виявлення та системи сигналізації, захисного та дегазаційного обладнання та засобів дегазації, медичних антидотів та засобів лікування, а також консультування з будь-яких захисних заходів.
Відповідно до Конвенції кожна держава-учасниця взяла на себе зобов'язання або вносити внески до добровільного фонду допомоги, який був заснований на першій Конференції держав-учасників, або оголосити про те, яку допомогу вона могла б надати за закликом Організації.

## Міжнародне співробітництво
Держави-учасниці мають право проводити дослідження, розробляти, виробляти, придбавати, зберігати, передавати та використовувати хімікати, обмінюватися обладнанням та науково-технічною інформацією з метою, яка не забороняється Конвенцією. Конвенція також проголошує, що її учасники не встановлюють між собою жодних обмежень, які стримували б або ускладнювали торгівлю, а також розвиток та поширення науково-технічних знань у галузі хімії в промислових, сільськогосподарських, дослідних, медичних, фармацевтичних або інших мирних цілях.
Організація здійснює цілий ряд програм, спрямованих на сприяння співпраці в галузі хімії. Ці програми спрямовані на підготовку науковців та інженерів з країн, що розвиваються або країн з перехідною економікою, на підтримку проведення семінарів та конференцій з тематики розвитку хімічної промисловості, торгівлі хімікатами, тощо. Організація із заборони хімічної зброї є однією з основних складових системи міжнародної безпеки, яка працює на знищення одного з найнебезпечніших видів зброї масового знищення.

## Представники України в організації
1. Бандура Володимир Михайлович (21.05.1994, № 245/94 "Представник у Підготовчій комісії Організації"[5])
2. Грищенко Костянтин Іванович (25.01.1999, № 47/99 — 28.01.2000, № 106/2000)
3. Хандогій Володимир Дмитрович (6.07.2000, № 855/2000 — 30.08.2002, № 787/2002)
4. Марков Дмитро Юхимович (30.08.2002, № 788/2002 — 3.11.2005, № 1540/2005)
5. Купчишин Олександр Михайлович (28.11.2005, № 1657/2005 — 15.02.2008, № 128/2008)
6. Корзаченко Василь Григорович (17.09.2008, № 839/2008 — 29.06.2010, № 736/2010)
7. Горін Олександр Олегович (з 12.05.2011, № 575/2011 — 17.03.2017, № 71/2017)[6]
8. Ченцов Всеволод Валерійович (з 8.08.2017, № 215/2017)[7]

17 липня 2024 року, згідно Указу Президента України, з метою забезпечення членства України у Виконавчій раді Організації по забороні хімічної зброї у 2024 – 2026 роках, утворена делегація України для участі у засіданнях Виконавчої ради Організації по забороні хімічної зброї у 2024 – 2026 роках.